# Bits of Life

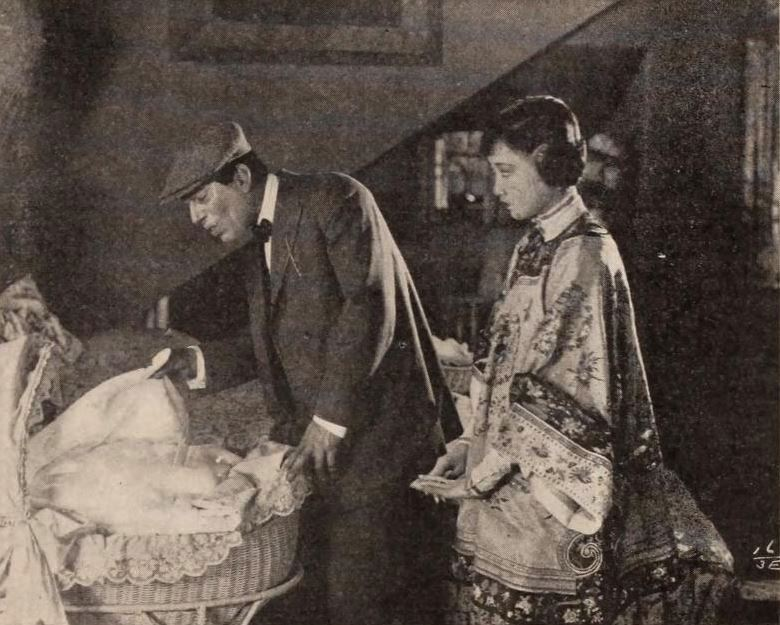
Lon Chaney como Chin Chow y Anna May Wong como Toy Sing, su esposa.

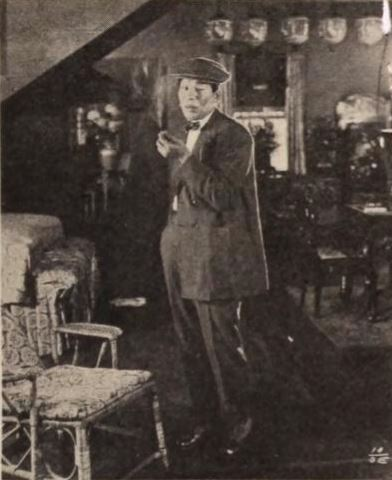
Lon Chaney como Chin Chow.

Bits of Life es una película estadounidense de 1921 producida, escrita, y dirigida por Marshall Neilan. La película es notable por ser la primera película de la historia en formato antología, formada por varios episodios independientes. El reparto incluyó a Lon Chaney y Noah Beery, Sr. Por su papel en esta película, Anna May Wong recibió su primer crédito en pantalla. Bits of Life se considera perdida.

## Argumento
La película es una antología con cuatro historias: "The Bad Samaritan", "The Man Who Heard Everything", "Chinese History" o "Hop", y "The Intrigue":

## The Bad Samaritan
Tom Levitt, el hijo mestizo de un hombre chino y una mujer blanca, es víctima de brutalidad desde su infancia y es un delincuente de adulto. Un amigo, recientemente liberado de prisión, le dice a Tom que ahora está "en el camino recto" y le pide dinero para dejar la ciudad. Tom toma una billetera robada de otro joven. Después de escuchar a un predicador la historia del buen samaritano, va a ayudar a un hombre que está siendo atacado; ante una sentencia de diez años por robo, reflexiona sobre la ironía de su historia.

## The Man Who Heard Everything
Ed Johnson, que apenas se gana la vida con su trabajo como barbero, es sordo, pero feliz al creer que todo el mundo es bueno y que su esposa lo ama. Al obtener un instrumento que le devuelve la audición, se entera de que las personas que idolatraba en realidad no son de confianza y que su esposa le es infiel; desesperado, destruye el instrumento.

## Hop
En China, cuando era niño, Chin Chow aprende que las hijas no son deseables y son una especie de "maldición". Habiendo emigrado y convertido en hombre, es el dueño de numerosos fumaderos de opio en San Francisco y se casa con Toy Sing, que luego da a luz una niña. Chin Chow golpea a su esposa y promete matar a la recién nacida. Un amigo de la joven, converso, trae a casa el crucifijo que le ha enviado un sacerdote y cuando lo clava en la pared, la punta atraviesa el cráneo de Chin Chow que yacía al otro lado de la pared fumando opio, y lo mata instantáneamente.

## The Intrigue
Durante una vuelta al mundo en yate, Reginald Vandebrook, al llegar a un país extranjero, se enamora al momento de una joven que acaba de ver; oye que le llaman "princesa" y la sigue hasta un gran edificio. Aquí es rodeado de indios orientales que casi lo matan. Se despierta y descubre que todo ha sido una pesadilla y se encuentra en la silla del dentista con un diente extraído.

## Reparto
- Wesley Barry como Tom Levitt, niño
- Rockliffe Fellowes como Tom Levitt
- Lon Chaney como Chin Chow
- Noah Beery, Sr. como Hindoo
- Anna May Wong como Toy Sing, esposa de Chin Chow
- John Bowers como paciente del dentista
- Teddy Sampson
- Dorothy Mackaill
- Edythe Chapman
- Frederick Burton
- James Bradbury Jr.
- Tammany Young
- Harriet Hammond
- James Neill
- Scott Welsh